# Aurora Cortés
Aurora Cortés (Orizaba; 12 de agosto de 1909 - Ciudad de México; 22 de febrero de 1998) fue una actriz mexicana de cine y televisión. Reconocida por su extensa trayectoria de más de 60 años, realizó participaciones en clásicos de las telenovelas como María Isabel, Barata de primavera, Mi segunda madre entre otras. Formó parte de la Época de Oro del cine mexicano. 

## Biografía
Fue actriz de la Época de Oro del cine mexicano compartiendo créditos con grandes estrellas de la época entre los que resaltan Pedro Infante, Sara García, María Antonieta Pons entre otros. 
Fue pionera de la televisión mexicana participando en las primeras telenovelas de Telesistema Mexicano hoy Televisa. Durante años formó parte del elenco de "Teatro Fantástico", de Enrique Alonso "Cachirulo" (caracterizó hadas, reinas y a la bruja Escaldufa, entre otros personajes de cuento), y realizó destacadas actuaciones en clásicos de las telenovelas como Rubí, Los ricos también lloran, Mi segunda madre entre otras.
Continuó con participaciones en el unitario Mujer, casos de la vida real donde realizó sus últimas actuaciones.

### Fallecimiento
Falleció el 22 de febrero de 1998 a los 88 años por causas naturales.

## Filmografía

### Televisión
- Mujer, casos de la vida real (1996-1997)
- María la del barrio (1995-1996) - Maruca
- La sonrisa del diablo (1992) - Enedina
- Mi pequeña Soledad (1990)
- Carrusel (1989) - Doña Cloti
- La hora marcada (1989) - Consuelo
- Simplemente María (1989-1990) - Doña Chana
- Mi segunda madre (1989) - Melina
- Encadenados (1988-1989) - Aurelia la bruja
- Flor y canela (1988)
- Chispita (1982-1983) - Jesusa
- El amor nunca muere (1982) - Nana Gume
- Bianca Vidal (1982-1983) - Remedios Vidal
- El derecho de nacer (1981-1982) - Lucía
- El hogar que yo robé (1981)
- Soledad (1980-1981) - Eulalia
- Los ricos también lloran (1979-1980) - Teresa
- Marcha nupcial (1977-1978) - Josefa
- La venganza (1977) - Dominga
- Barata de primavera (1975-1976) - Ramona
- Las gemelas (1972) - Nana Goya
- Pasión gitana (1968)
- Rubí (1968)
- María Isabel (1966) - Manuela
- Gutierritos (1966) - Domitila[2]
- El secreto (1963)
- Codicia (1962)

### Cine
- Por si no te vuelvo a ver (1997) - Ofelia
- Triste recuerdo (1991) - Felipa
- María de mi corazón (1979) - Enfermera mental
- No Hay Cruces en el Mar (1968)
- Un dorado de Pancho Villa (1967)
- El ángel y yo (1966)
- Vuelve el Norteño (1964) - Lencha
- Viva la Soldadera (1960) - Celedonia
- Cuando Viva Villa es la muerte (1960) - Comadre manda mensaje
- Melodías inolvidables (1959)
- Pueblo en Armas (1959) - Celedonia
- Flor de canela (1959)
- El crucifijo de piedra (1956)
- El río y la muerte (1954) - Comadre
- Llévame en tus brazos (1954) - Sirvienta
- Noche de perdición (1951)
- Las Islas Marías (1951) - Sirvienta
- Víctimas del pecado (1951)
- Tacos Joven (1950)
- Para que la Cuna Apriete (1950)
- Curvas peligrosas (1950)
- Dos tenorios de barrio (1949) - Doña Genoveva
- Arriba el Norte (1949) - Doña Epifania
- Dos almas en el mundo (1949) - Enfermera
- Ahí Viene Vidal Tenorio (1949)
- La mancornadora (1949)
- El Gallo Giro (1948) - Madre de Juán
- Bajo el Cielo de Sonora (1948) - Chuy
- Mujer (1947) - Eduviges
- Los cristeros (1946) - Crucifixión
- Aqui Esta Juan Colorado! (1946) - Bibiana
- Campeón sin corona (1946) - Anastasia[3]
- Amor de una vida (1946) - Doncella
- Su grán ilusión (1945)
- La señora de enfrente (1945) - Luisa
- ¡Viva mi desgracia! (1944) - Matilde la carcelera
- La virgen morena (1942) - Lucía
- La casa del ogro (1938)
- Refugiados en Madrid (1938) - María Luisa
- Suprema Ley (1937) - Carmen
- Los muertos hablan (1935) - Doncella María
- Chucho el roto (1934) - Lupe[4]